# Riccardo Orsolini
Riccardo Orsolini (Ascoli Piceno, 24 januari 1997) is een Italiaans voetballer die doorgaans als vleugelspeler speelt. Hij verruilde Juventus in juli 2019 voor Bologna, dat hem in het voorgaande anderhalf jaar al huurde. Orsolini debuteerde in 2019 in het Italiaans voetbalelftal.

## Clubcarrière
Orsolini is afkomstig uit de jeugdopleiding van Ascoli. Op 2 april 2015 debuteerde hij in de Lega Pro, tegen Pro Piacenza.  Ascoli promoveerde dat seizoen naar de Serie B. Een jaar later speelde hij zijn eerste wedstrijd in die competitie, tegen Vicenza. In het seizoen 2015/16 speelde hij negen competitieduels. Zijn eerste competitiedoelpunt volgde op 15 oktober 2016, tegen Hellas Verona. De volgende speeldag maakte Orsolini twee treffers tegen Carpi.
Orsolini verruilde Ascoli in januari 2017 voor Juventus, maar kwam nooit in actie voor de ploeg uit Turijn. Die verhuurde hem namelijk voor de rest van het seizoen terug aan Ascoli, waarna een huurperiode van een halfjaar volgde bij Atalanta Bergamo en daarna een huur van anderhalf jaar bij Bologna. Die laatste club nam hem in juli 2019 vervolgens definitief over. Orsolini groeide bij Bologna uit tot een gewaardeerde kracht in de Serie A. Nadat hij in zijn eerste 5,5 jaar 132 speelronden in actie kwam, verlengde hij in augustus 2023 zijn contract tot medio 2027. Orsolini maakte op 1 oktober 2023 voor het eerste een hattrick op het hoogste niveau. Hij was die dag verantwoordelijk voor alle doelpunten van Bologna tijdens een met 3–0 gewonnen competitiewedstrijd thuis tegen Empoli.

## Interlandcarrière
Orsolini maakte deel uit van verschillende Italiaanse nationale jeugdselecties. Hij debuteerde op 18 november 2019 in het Italiaans voetbalelftal, in een met 9–1 gewonnen kwalificatiewedstrijd voor het EK 2020 tegen Armenië. Hij viel die dag in de 46e minuut in voor Nicolò Barella en kopte in de 77e minuut de 8–0 binnen. Orsolini werd op 23 mei 2024 door bondscoach Luciano Spalletti opgenomen in de voorlopige Italiaanse selectie voor het EK 2024 in Duitsland, maar werd gepasseerd voor de definitieve selectie.